# 六本木一丁目站
六本木一丁目站（日语：／ Roppongi-itchōme eki */?）是位於日本東京都港區六本木，屬於東京地下鐵南北線的鐵路車站。車站編號是N 05。

## 歷史
- 2000年（平成12年）9月26日：營團地下鐵南北線延伸（溜池山王－目黑間開業）時一同開業[1]。開業前臨時站名為東六本木站。
- 2004年（平成16年）4月1日：營團地下鐵民營化。由東京地下鐵繼承。
- 2015年（平成27年）3月11日：南北線更換發車音樂[3]。

## 車站構造
島式月台1面2線的地下車站，月台設有全罩式月台門。閘機位於地下2層、月台則於地下4層。站內設有電梯與電扶梯。
2002年8月，剪票口外推5公尺，往1、2號出入口的階梯與往3號出入口的通道也隨之移動。

### 月台配置
| 月台 | 路線   | 目的地                   | 備註                                                 |
| ---- | ------ | ------------------------ | ---------------------------------------------------- |
| 1    | 南北線 | 赤羽岩淵、浦和美園方向   | 赤羽岩淵站直通 埼玉高速鐵道線 （往浦和美園方向列車） |
| 2    | 南北線 | 白金高輪、目黑、日吉方向 | 目黑站直通 東急目黑線                                |

（來源：東京地下鐵:構內圖 （页面存档备份，存于））

### 站內設施
- 無商店、候車室。
- 廁所在地下2樓。
- 泉花園與剪票口直通。

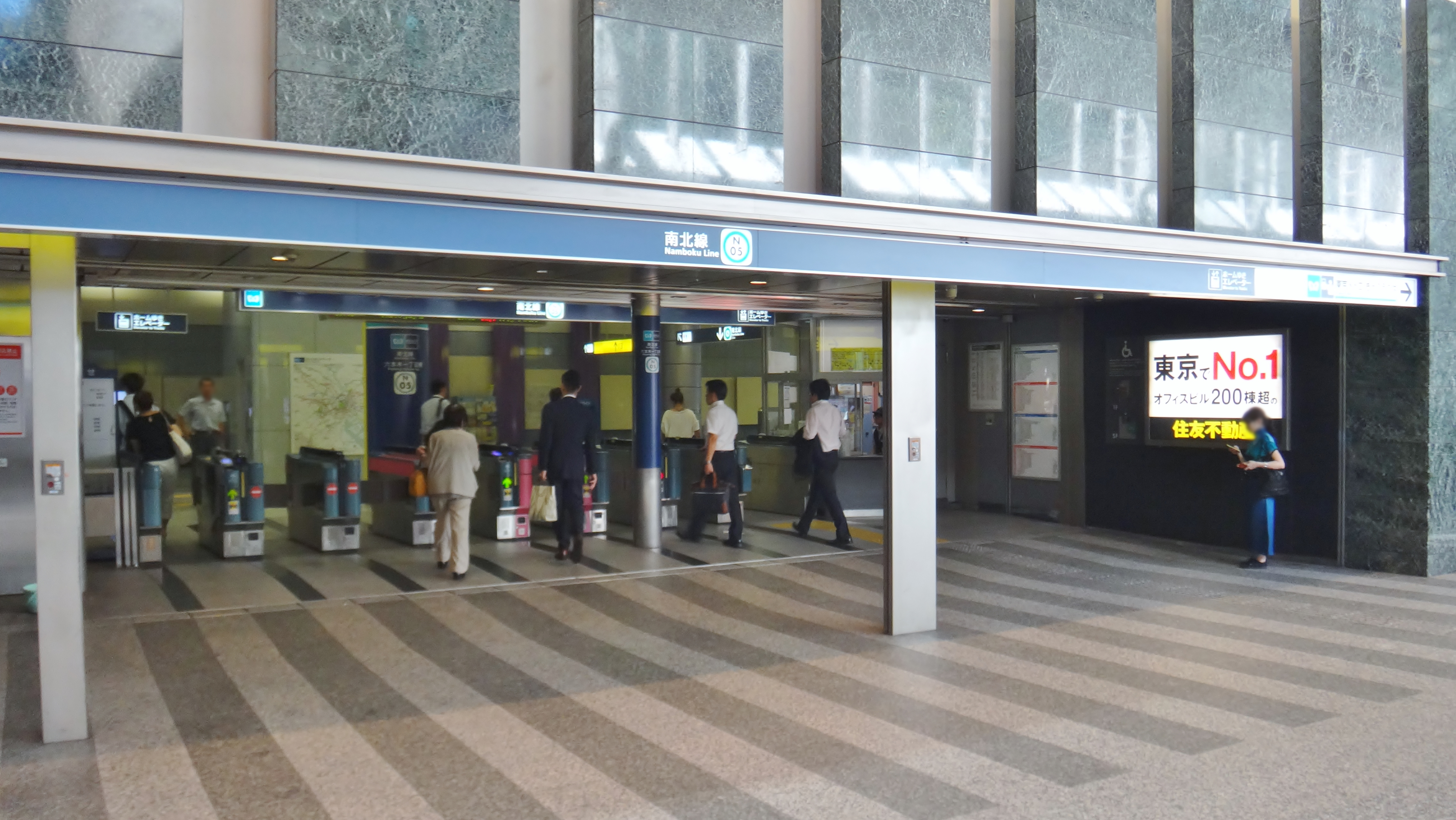
剪票口（2015年7月）
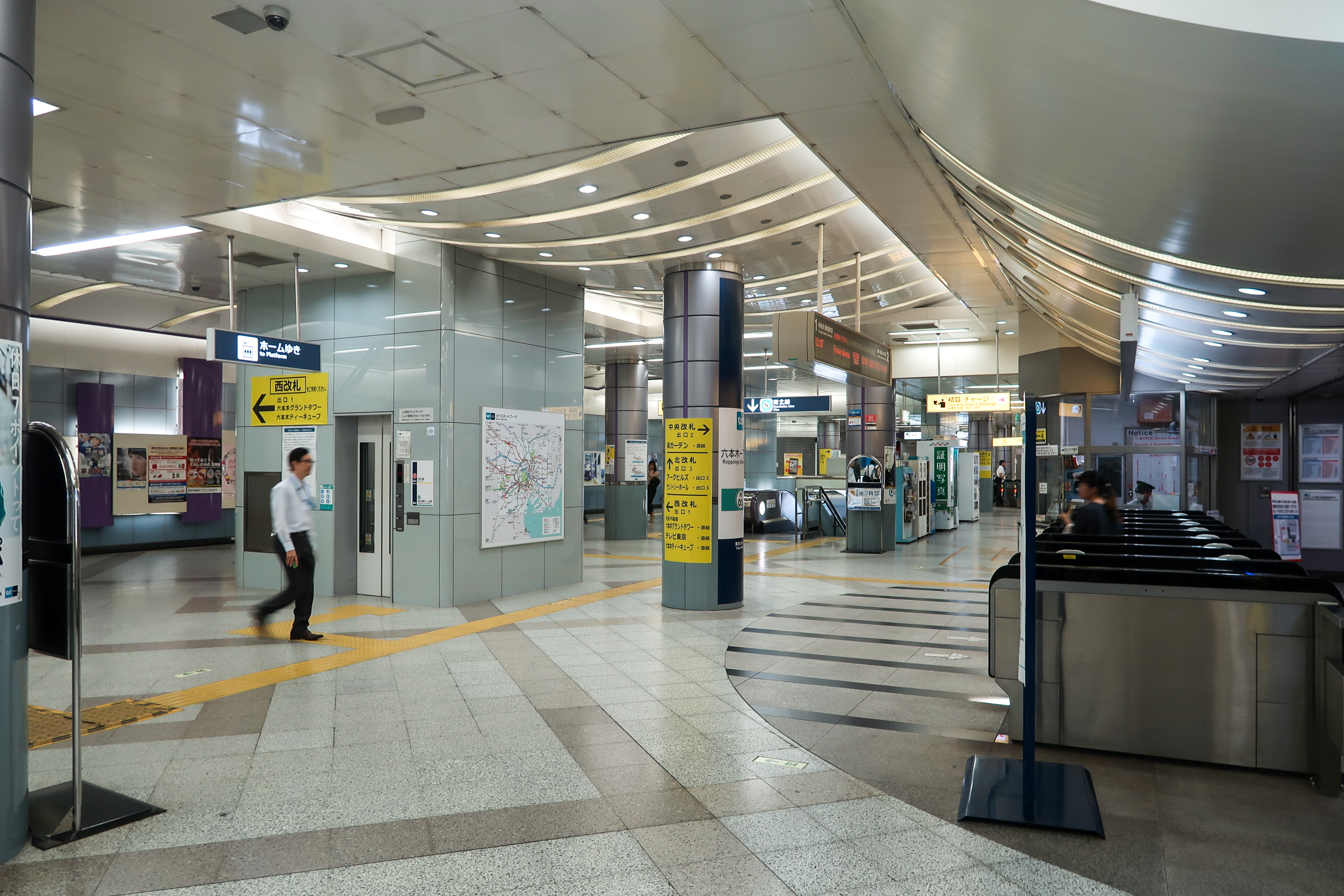
付費區（2018年6月）
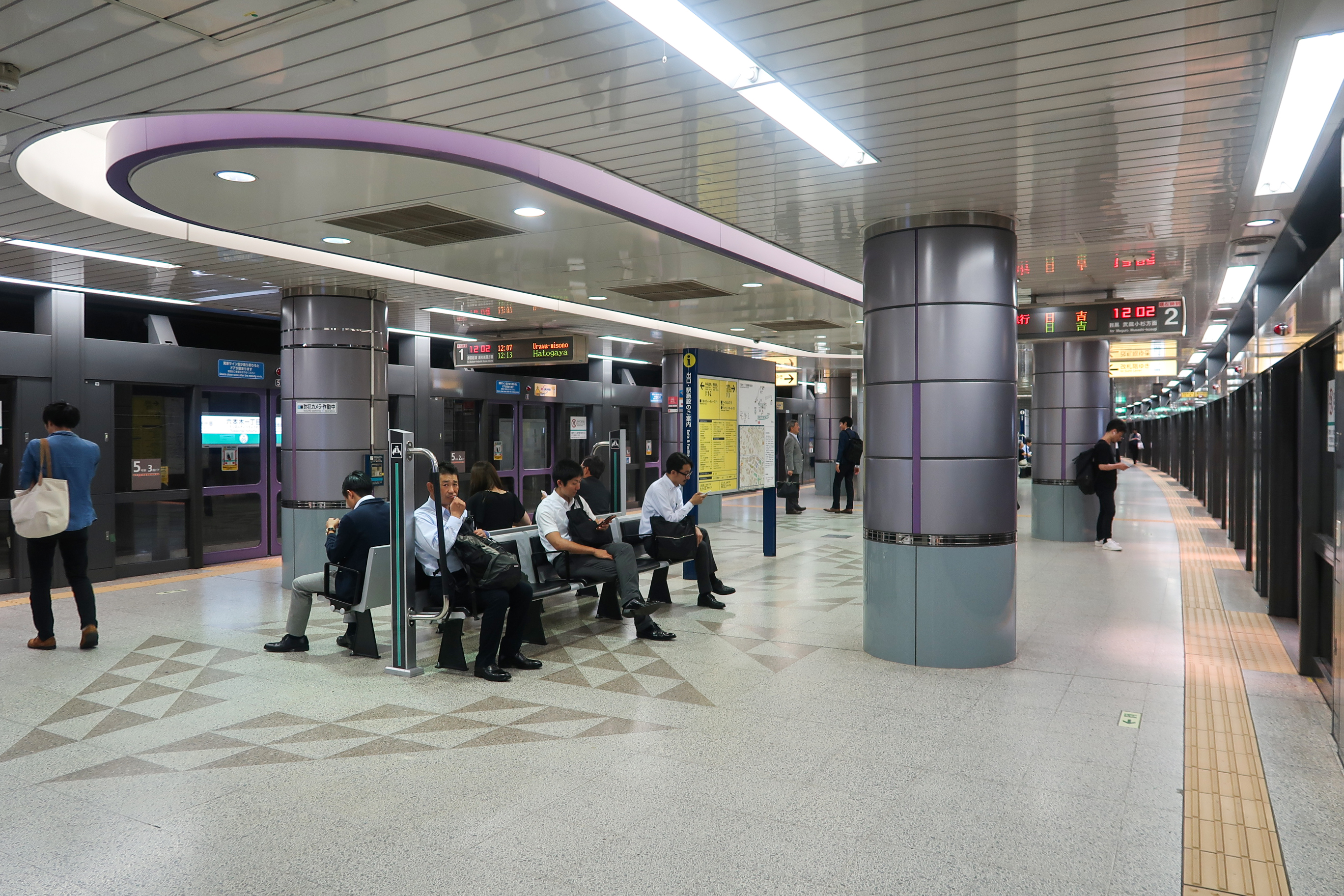
月台（2018年6月）

## 利用狀況
2017年度1日平均上下車人次為82,823人，在東京地下鐵全部130個車站當中排名第50位。是南北線使用人數最多的獨立車站。
開業以來1日平均上下車、上車人次如下表。
| 年度               | 1日平均 上下車人次 | 1日平均 上車人次 | 來源     |
| ------------------ | ------------------ | ---------------- | -------- |
| 2000年（平成12年） | 15,129             | 8,412            | [ * 1 ]  |
| 2001年（平成13年） | 20,122             | 10,658           | [ * 2 ]  |
| 2002年（平成14年） | 25,153             | 12,288           | [ * 3 ]  |
| 2003年（平成15年） | 30,565             | 15,071           | [ * 4 ]  |
| 2004年（平成16年） | 40,774             | 20,104           | [ * 5 ]  |
| 2005年（平成17年） | 48,809             | 24,047           | [ * 6 ]  |
| 2006年（平成18年） | 52,673             | 25,934           | [ * 7 ]  |
| 2007年（平成19年） | 56,073             | 27,306           | [ * 8 ]  |
| 2008年（平成20年） | 55,215             | 26,819           | [ * 9 ]  |
| 2009年（平成21年） | 51,530             | 25,132           | [ * 10 ] |
| 2010年（平成22年） | 49,311             | 24,109           | [ * 11 ] |
| 2011年（平成23年） | 49,425             | 24,148           | [ * 12 ] |
| 2012年（平成24年） | 50,205             | 24,471           | [ * 13 ] |
| 2013年（平成25年） | 54,200             | 26,507           | [ * 14 ] |
| 2014年（平成26年） | 63,514             | 31,186           | [ * 15 ] |
| 2015年（平成27年） | 69,716             | 34,273           | [ * 16 ] |
| 2016年（平成28年） | 74,205             | 36,540           | [ * 17 ] |
| 2017年（平成29年） | 82,823             |                  |          |

## 車站周邊
- 泉花園
  - 泉花園大廈
    - Hotel Villa Fontaine六本木（日语：ヴィラフォンテーヌ）

  - 泉屋博古館分館
- 東京大倉飯店
- 六本木T-CUBE（日语：六本木ティーキューブ）
- HelloWork品川六本木廳舍
- 住友不動產六本木Grand Tower（日语：住友不動産六本木グランドタワー）
  - 東京電視控股
  - 東京電視台
  - BS JAPAN
- 日本基督教團靈南坂教會（日语：霊南坂教会）
- 美國駐日大使館宿舍
- 全國郵便局長會（日语：全国郵便局長会）六本木大樓
  - 全特六本木樓內郵便局
- 六本木站（東京地下鐵日比谷線、都營地下鐵大江戶線）
- 南加州大學東京事務所

- 方舟之丘
  - 三得利音樂廳
  - 東京全日空洲際酒店
  - 方舟森大廈內郵便局
  - 朝日電視台方丘放送中心（日语：テレビ朝日アーク放送センター）
- 六本木25森大廈
- 六本木第一大廈（日语：六本木ファーストビル）
- 東京都民銀行（日语：東京都民銀行）本店
- 西班牙駐日大使館
- 沙烏地阿拉伯駐日大使館
- 瑞典駐日大使館
- 密克羅尼西亞聯邦駐日大使館
- 首都高速3號澀谷線、首都高速都心環狀線
  - 谷町系統交流道

## 巴士路線
站前的六本木一丁目站巴士站與附近的赤坂方舟之丘巴士站可搭乘都營巴士營運的以下路線。
- 都營巴士
  - 都01：澀谷站前 - 六本木一丁目站前 - 新橋站前
  - 深夜01：澀谷站前 - 六本木一丁目站前 - 新橋站北口

東京大倉飯店、東京全日空洲際酒店可搭乘東京空港交通（利木津巴士）往羽田機場、成田機場的接駁巴士。
東京大倉飯店
- 往羽田機場（利木津巴士）
- 往成田機場（利木津巴士）

東京全日空洲際酒店
- 往羽田機場（利木津巴士）
- 往成田機場（利木津巴士）

## 相鄰車站
東京地下鐵
 南北線
麻布十番（N 04）－六本木一丁目（N 05）－溜池山王（N 06）

### 利用狀況來源
東京都統計年鑑
1. ↑  .   [2017-05-07]. （原始内容存档于2016-03-04）.
2. ↑  .   [2017-05-07]. （原始内容存档于2016-03-04）.
3. ↑  .   [2017-05-07]. （原始内容存档于2017-07-29）.
4. ↑  .   [2017-05-07]. （原始内容存档于2017-07-29）.
5. ↑  .   [2017-05-07]. （原始内容存档于2017-07-29）.
6. ↑  .   [2017-05-07]. （原始内容存档于2017-07-29）.
7. ↑  .   [2017-05-07]. （原始内容存档于2017-07-29）.
8. ↑  .   [2017-05-07]. （原始内容存档于2017-07-29）.
9. ↑  .   [2017-05-07]. （原始内容存档于2017-07-29）.
10. ↑  .   [2017-05-07]. （原始内容存档于2016-03-26）.
11. ↑  .   [2017-05-07]. （原始内容存档于2016-03-27）.
12. ↑  .   [2017-05-07]. （原始内容存档于2016-03-25）.
13. ↑  .   [2017-05-07]. （原始内容存档于2016-03-27）.
14. ↑  .   [2017-05-07]. （原始内容存档于2016-03-22）.
15. ↑  .   [2017-05-07]. （原始内容存档于2017-07-30）.
16. ↑  .   [2019-01-18]. （原始内容存档于2018-11-09）.
17. ↑  .   [2019-01-18]. （原始内容存档于2019-05-02）.

## 外部連結
- 六本木一丁目/N05 | 路線・車站資訊 | 東京地下鐵